# پودخوز
پودخوز (به لاتین: Podkhoz) یک منطقهٔ مسکونی در روسیه است که در سرزمین آلتای واقع شده‌است.